# Merlevenez
Merlevenez (bret. Brelevenez) – miejscowość i gmina we Francji, w regionie Bretania, w departamencie Morbihan.
Według danych na rok 1990 gminę zamieszkiwały 2032 osoby, a gęstość zaludnienia wynosiła 115 osób/km² (wśród 1269 gmin Bretanii Merlevenez plasuje się na 309. miejscu pod względem liczby ludności, natomiast pod względem powierzchni na miejscu 573.).